# Cucullia basipuncta
Cucullia basipuncta är en fjärilsart som beskrevs 1918 av William Barnes och James Halliday McDunnough. Arten ingår i släktet Cucullia och familjen nattflyn. Arten förekommer i västra USA.